# Wiesław Kukuła
Wiesław Kukuła, né le 16 mars 1972 à Częstochowa est un général de l’armée polonaise.

Il est l'actuel chef d'état-major général de l'armée polonaise depuis le 10 octobre 2023.
Il était le commandant des Forces de défense territoriale de 2016 à 2022.